# Southampton Test (circonscription du Parlement britannique)
Circonscription parlementaire de la Chambre des communes
La circonscription de Southampton Test est une circonscription parlementaire britannique. Située dans le Hampshire.
Depuis 1997, elle est représentée à la Chambre des communes du Parlement britannique par Alan Whitehead, du Parti travailliste.

## Members of Parliament
| Élection | Élection     | Membre              | Membre | Parti        |
| -------- | ------------ | ------------------- | ------ | ------------ |
|          | 1950         | Horace King         |        | Travailliste |
|          | 1955         | John Howard         |        | Conservateur |
|          | 1964         | John Fletcher-Cooke |        | Conservateur |
|          | 1966         | Bob Mitchell        |        | Travailliste |
|          | 1970         | James Hill          |        | Conservateur |
|          | octobre 1974 | Bryan Gould         |        | Travailliste |
|          | 1979         | James Hill          |        | Conservateur |
|          | 1997         | Alan Whitehead      |        | Travailliste |

## Élections

### Élections dans les années 2010
| Parti         | Parti                | Candidat             | Voix   | %    | ±     |
| ------------- | -------------------- | -------------------- | ------ | ---- | ----- |
|               | Travailliste         | Alan Whitehead       | 22,256 | 49,5 | -9.2  |
|               | Conservateur         | Steven Galton        | 16,043 | 35,7 | +1.6  |
|               | Libéral Démocrate    | Joe Richards         | 3,449  | 7,7  | +3.7  |
|               | Brexit               | Philip Crook         | 1,591  | 3,5  | N/A   |
|               | Green                | Katherine Barbour    | 1,433  | 3,2  | N/A   |
|               | Indépendant          | Kev Barry            | 222    | 0,5  | N/A   |
| Majorité      | Majorité             | Majorité             | 6,213  | 13,8 | -10.8 |
| Participation | Participation        | Participation        | 44,994 | 64,2 | -2.6  |
|               | Travailliste retenir | Travailliste retenir | Swing  | -5.4 |       |

| Parti         | Parti                    | Candidat             | Voix   | %    | ±     |
| ------------- | ------------------------ | -------------------- | ------ | ---- | ----- |
|               | Travailliste             | Alan Whitehead       | 27,509 | 58,7 | +17.4 |
|               | Conservateur             | Paul Holmes          | 16,006 | 34,1 | +1.6  |
|               | Libéral Démocrate        | Thomas Gravatt       | 1,892  | 4,0  | -0.9  |
|               | Southampton Independents | Andrew Pope          | 816    | 1,7  | N/A   |
|               | Indépendant              | Keith Morrell        | 680    | 1,4  | N/A   |
| Majorité      | Majorité                 | Majorité             | 11,508 | 24,6 | +15.9 |
| Participation | Participation            | Participation        | 46,908 | 66,8 | +4.7  |
|               | Travailliste retenir     | Travailliste retenir | Swing  | +7.9 |       |

| Parti         | Parti                | Candidat             | Voix   | %    | ±     |
| ------------- | -------------------- | -------------------- | ------ | ---- | ----- |
|               | Travailliste         | Alan Whitehead       | 18,017 | 41,3 | +2.8  |
|               | Conservateur         | Jeremy Moulton       | 14,207 | 32,5 | -0.5  |
|               | UKIP                 | Pearline Hingston    | 5,566  | 12,8 | +8.8  |
|               | Green                | Angela Mawle         | 2,568  | 5,9  | +3.9  |
|               | Libéral Démocrate    | Adrian Ford          | 2,121  | 4,9  | -17.5 |
|               | Indépendant          | Chris Davis          | 770    | 1,8  | N/A   |
|               | TUSC                 | Nick Chaffey         | 403    | 0,9  | +0.9  |
| Majorité      | Majorité             | Majorité             | 3,810  | 8,7  | +3.2  |
| Participation | Participation        | Participation        | 43,652 | 62,1 | +0.7  |
|               | Travailliste retenir | Travailliste retenir | Swing  | +1.7 |       |

| Parti         | Parti                | Candidat             | Voix   | %    | ±     |
| ------------- | -------------------- | -------------------- | ------ | ---- | ----- |
|               | Travailliste         | Alan Whitehead       | 17,001 | 38,5 | -5.7  |
|               | Conservateur         | Jeremy Moulton       | 14,588 | 33,0 | +8.0  |
|               | Libéral Démocrate    | Dave Callaghan       | 9,865  | 22,3 | -1.8  |
|               | UKIP                 | Pearline Hingston    | 1,726  | 3,9  | +0.9  |
|               | Green                | Chris Bluemel        | 881    | 2,0  | -1.6  |
| Majorité      | Majorité             | Majorité             | 2,413  | 5,5  | -11.3 |
| Participation | Participation        | Participation        | 44,187 | 61,4 | +5.4  |
|               | Travailliste retenir | Travailliste retenir | Swing  | −6.9 |       |

### Élections dans les années 2000
| Parti         | Parti                | Candidat             | Voix   | %    | ±    |
| ------------- | -------------------- | -------------------- | ------ | ---- | ---- |
|               | Travailliste         | Alan Whitehead       | 17,845 | 42,7 | −9.8 |
|               | Conservateur         | Stephen MacLoughlin  | 10,827 | 25,9 | +0.4 |
|               | Libéral Démocrate    | Steve Sollitt        | 10,368 | 24,8 | +6.7 |
|               | Green                | John Spottiswoode    | 1,482  | 3,5  | N/A  |
|               | UKIP                 | Peter Day            | 1,261  | 3,0  | +1.1 |
| Majorité      | Majorité             | Majorité             | 7,018  | 16,8 |      |
| Participation | Participation        | Participation        | 41,783 | 53,7 | −2.6 |
|               | Travailliste retenir | Travailliste retenir | Swing  | −5.1 |      |

| Parti         | Parti                   | Candidat             | Voix   | %    | ±     |
| ------------- | ----------------------- | -------------------- | ------ | ---- | ----- |
|               | Travailliste            | Alan Whitehead       | 21,824 | 52,5 | -1.7  |
|               | Conservateur            | Richard Gueterbock   | 10,617 | 25,5 | -2.5  |
|               | Libéral Démocrate       | John Shaw            | 7,522  | 18,1 | +4.4  |
|               | UKIP                    | Garry Rankin-Moore   | 792    | 1,9  | +1.5  |
|               | Socialiste Alliance     | Mark Abel            | 442    | 1,1  | N/A   |
|               | Socialiste Travailliste | Paramjit Bahia       | 378    | 0,9  | N/A   |
| Majorité      | Majorité                | Majorité             | 11,207 | 27,0 |       |
| Participation | Participation           | Participation        | 41,575 | 56,3 | -15.4 |
|               | Travailliste retenir    | Travailliste retenir | Swing  |      |       |

### Élections dans les années 1990
| Parti         | Parti                                   | Candidat                                | Voix   | %    | ±     |
| ------------- | --------------------------------------- | --------------------------------------- | ------ | ---- | ----- |
|               | Travailliste                            | Alan Whitehead                          | 28,396 | 54,1 | +11.7 |
|               | Conservateur                            | James Hill                              | 14,712 | 28,1 | −15.3 |
|               | Libéral Démocrate                       | Alan Dowden                             | 7,171  | 13,7 | +0.6  |
|               | Référendum                              | Peter Day                               | 1,397  | 2,7  |       |
|               | Légalise Cannabis                       | Howard Marks                            | 388    | 0,7  |       |
|               | UKIP                                    | Anthony McCabe                          | 219    | 0,4  | N/A   |
|               | Indépendant                             | Paul Taylor                             | 81     | 0,2  | N/A   |
|               | Natural Law                             | John Sinel                              | 77     | 0,1  | N/A   |
| Majorité      | Majorité                                | Majorité                                | 13,684 | 26,0 |       |
| Participation | Participation                           | Participation                           |        | 71,9 |       |
|               | Travailliste vainqueur sur Conservateur | Travailliste vainqueur sur Conservateur | Swing  |      |       |

| Parti         | Parti                | Candidat              | Voix   | %    | ±     |
| ------------- | -------------------- | --------------------- | ------ | ---- | ----- |
|               | Conservateur         | James Hill            | 24,504 | 43,4 | −2.2  |
|               | Travailliste         | Alan Whitehead        | 23,919 | 42,4 | +9.1  |
|               | Libéral Démocrate    | Diana Maddock         | 7,391  | 13,1 | −8.1  |
|               | Green                | Jonathan M. Michaelis | 535    | 0,9  | +0.9  |
|               | Natural Law          | David Plummer         | 101    | 0,2  | +0.2  |
| Majorité      | Majorité             | Majorité              | 585    | 1,0  | −11.3 |
| Participation | Participation        | Participation         | 56,450 | 77,4 | +1.0  |
|               | Conservateur retenir | Conservateur retenir  | Swing  | −5.6 |       |

### Élections dans les années 1980
| Parti         | Parti                | Candidat             | Voix   | %    | ±    |
| ------------- | -------------------- | -------------------- | ------ | ---- | ---- |
|               | Conservateur         | James Hill           | 25,722 | 45,6 | +0.4 |
|               | Travailliste         | Alan Whitehead       | 18,768 | 33,3 | +5.2 |
|               | Liberal              | V. Rayner            | 11,950 | 21,2 | -5.5 |
| Majorité      | Majorité             | Majorité             | 6,954  | 12,3 | -4.8 |
| Participation | Participation        | Participation        |        | 76,4 | +3.3 |
|               | Conservateur retenir | Conservateur retenir | Swing  | -2.4 |      |

| Parti         | Parti                | Candidat             | Voix   | %     | ± |
| ------------- | -------------------- | -------------------- | ------ | ----- | - |
|               | Conservateur         | James Hill           | 24,657 | 45,19 |   |
|               | Travailliste         | Alan Whitehead       | 15,311 | 28,06 |   |
|               | Social Démocratique  | A. Vinson            | 14,592 | 26,74 |   |
| Majorité      | Majorité             | Majorité             | 9,346  | 17,13 |   |
| Participation | Participation        | Participation        |        | 73,07 |   |
|               | Conservateur retenir | Conservateur retenir | Swing  |       |   |

### Élections dans les années 1970
| Parti         | Parti                                   | Candidat                                | Voix   | %     | ± |
| ------------- | --------------------------------------- | --------------------------------------- | ------ | ----- | - |
|               | Conservateur                            | James Hill                              | 27,198 | 46,36 |   |
|               | Travailliste                            | Bryan Gould                             | 25,075 | 42,74 |   |
|               | Liberal                                 | D. Hughes                               | 6,393  | 10,90 |   |
| Majorité      | Majorité                                | Majorité                                | 2,123  | 3,62  |   |
| Participation | Participation                           | Participation                           |        | 76,30 |   |
|               | Conservateur vainqueur sur Travailliste | Conservateur vainqueur sur Travailliste | Swing  |       |   |

| Parti         | Parti                                   | Candidat                                | Voix   | %      | ± |
| ------------- | --------------------------------------- | --------------------------------------- | ------ | ------ | - |
|               | Travailliste                            | Bryan Gould                             | 22,780 | 42,17  |   |
|               | Conservateur                            | James Hill                              | 22,250 | 41,109 |   |
|               | Liberal                                 | J.R. Wallis                             | 8,994  | 16,65  |   |
| Majorité      | Majorité                                | Majorité                                | 530    | 0,98   |   |
| Participation | Participation                           | Participation                           |        | 73,11  |   |
|               | Travailliste vainqueur sur Conservateur | Travailliste vainqueur sur Conservateur | Swing  |        |   |

| Parti         | Parti                | Candidat             | Voix   | %     | ± |
| ------------- | -------------------- | -------------------- | ------ | ----- | - |
|               | Conservateur         | James Hill           | 23,742 | 40,88 |   |
|               | Travailliste         | Bryan Gould          | 22,339 | 38,46 |   |
|               | Liberal              | J.R. Wallis          | 12,000 | 20,66 |   |
| Majorité      | Majorité             | Majorité             | 1,403  | 2,42  |   |
| Participation | Participation        | Participation        |        | 79,21 |   |
|               | Conservateur retenir | Conservateur retenir | Swing  |       |   |

| Parti         | Parti                                   | Candidat                                | Voix   | %     | ± |
| ------------- | --------------------------------------- | --------------------------------------- | ------ | ----- | - |
|               | Conservateur                            | James Hill                              | 24,660 | 47,54 |   |
|               | Travailliste                            | Bob Mitchell                            | 22,858 | 44,07 |   |
|               | Liberal                                 | Jack Wallis                             | 4,349  | 8,38  |   |
| Majorité      | Majorité                                | Majorité                                | 1,802  | 3,47  |   |
| Participation | Participation                           | Participation                           |        | 73,33 |   |
|               | Conservateur vainqueur sur Travailliste | Conservateur vainqueur sur Travailliste | Swing  |       |   |

### Élections dans les années 1960
| Parti         | Parti                                   | Candidat                                | Voix   | %     | ± |
| ------------- | --------------------------------------- | --------------------------------------- | ------ | ----- | - |
|               | Travailliste                            | Bob Mitchell                            | 24,628 | 48,37 |   |
|               | Conservateur                            | John Fletcher-Cooke                     | 22,188 | 43,58 |   |
|               | Liberal                                 | Graham Cleverley                        | 4,102  | 8,06  |   |
| Majorité      | Majorité                                | Majorité                                | 2,440  | 4,79  |   |
| Participation | Participation                           | Participation                           |        | 78,13 |   |
|               | Travailliste vainqueur sur Conservateur | Travailliste vainqueur sur Conservateur | Swing  |       |   |

| Parti         | Parti                | Candidat             | Voix   | %     | ± |
| ------------- | -------------------- | -------------------- | ------ | ----- | - |
|               | Conservateur         | John Fletcher-Cooke  | 25,700 | 50,34 |   |
|               | Travailliste         | Bob Mitchell         | 25,352 | 49,66 |   |
| Majorité      | Majorité             | Majorité             | 348    | 0,68  |   |
| Participation | Participation        | Participation        |        | 76,69 |   |
|               | Conservateur retenir | Conservateur retenir | Swing  |       |   |

### Élections dans les années 1950
| Parti         | Parti                | Candidat             | Voix   | %     | ± |
| ------------- | -------------------- | -------------------- | ------ | ----- | - |
|               | Conservateur         | John Howard          | 30,176 | 56,31 |   |
|               | Travailliste         | Shirley Williams     | 23,410 | 43,69 |   |
| Majorité      | Majorité             | Majorité             | 6,766  | 12,63 |   |
| Participation | Participation        | Participation        |        | 79,88 |   |
|               | Conservateur retenir | Conservateur retenir | Swing  |       |   |

| Parti         | Parti                                   | Candidat                                | Voix   | %     | ± |
| ------------- | --------------------------------------- | --------------------------------------- | ------ | ----- | - |
|               | Conservateur                            | John Howard                             | 26,707 | 51,21 |   |
|               | Travailliste                            | Anthony Crosland                        | 22,865 | 43,84 |   |
|               | Liberal                                 | Stanley Little                          | 2,583  | 4,95  |   |
| Majorité      | Majorité                                | Majorité                                | 3,842  | 7,37  |   |
| Participation | Participation                           | Participation                           |        | 78,72 |   |
|               | Conservateur vainqueur sur Travailliste | Conservateur vainqueur sur Travailliste | Swing  |       |   |

| Parti         | Parti                            | Candidat             | Voix   | %     | ± |
| ------------- | -------------------------------- | -------------------- | ------ | ----- | - |
|               | Travailliste                     | Horace King          | 26,430 | 50,44 |   |
|               | Conservateur et National Libéral | John Paul            | 25,965 | 49,56 |   |
| Majorité      | Majorité                         | Majorité             | 465    | 0,89  |   |
| Participation | Participation                    | Participation        |        | 83,52 |   |
|               | Travailliste retenir             | Travailliste retenir | Swing  |       |   |

| Parti         | Parti                                  | Candidat      | Voix   | %     | ± |
| ------------- | -------------------------------------- | ------------- | ------ | ----- | - |
|               | Travailliste                           | Horace King   | 25,052 | 47,08 |   |
|               | National Libéral et Conservateur       | P. Brembridge | 23,663 | 45,15 |   |
|               | Liberal                                | Stephen Fry   | 3,697  | 7,05  |   |
| Majorité      | Majorité                               | Majorité      | 1,389  | 2,65  |   |
| Participation | Participation                          | Participation |        | 84,39 |   |
|               | Travailliste vainqueur (nouveau siège) |               |        |       |   |